# Mundus Subterraneus
Le Mundus subterraneus, quo universae denique naturae divitiae (qu'on peut traduire par « Le monde souterrain, toutes ses richesses » ) est un manuel scientifique écrit par Athanasius Kircher, et publié en 1665. L'œuvre dépeint la géographie de la Terre par le biais d'une description textuelle et de somptueuses illustrations.

## Histoire

Page de titre du Mundus subterraneus

Les découvertes de Nicolas Copernic (1473-1543), bousculent les idées que se font les Anciens sur la Terre : de nouvelles représentations prennent forme avec d'abord le philosophe Descartes (1596-1650) en 1644 qui imagine une terre creuse. Un deuxième modèle proposé en 1665 par Athanasius Kircher, père jésuite, cherche à expliquer le système volcanique. Selon lui, le globe terrestre est un ancien soleil refroidi. Un foyer central rempli de magma est relié aux volcans de la surface par des conduits et des réserves de feux intermédiaires, les « pyrophylacies ». L’idée a pu faire perdurer l’idée d’un manteau terrestre magmatique, quand bien même on découvrit sa nature solide et cristallisée en 1889.

« Système idéal des Réserves de feu souterraines dont les volcans sont les soupiraux. Cette figure représente les nids de chaleur ou de feu, ou, ce qui est la même chose, les réserves de feu réparties, selon la merveilleuse création de Dieu, dans l'ensemble des entrailles terrestres, afin que nulle part il n'en manque, tant c'est nécessaire à la conservation de la Terre. Qu'on aille pas croire toutefois que ce feu a été réellement disposé suivant la figure ni que les boucles de feu ont été ainsi distribuées. Qui en effet a pu observer cela, lequel d'entre les humains a jamais pu pénétrer jusque là ? »

— Athanasius Kircher, Mundus Subterraneus

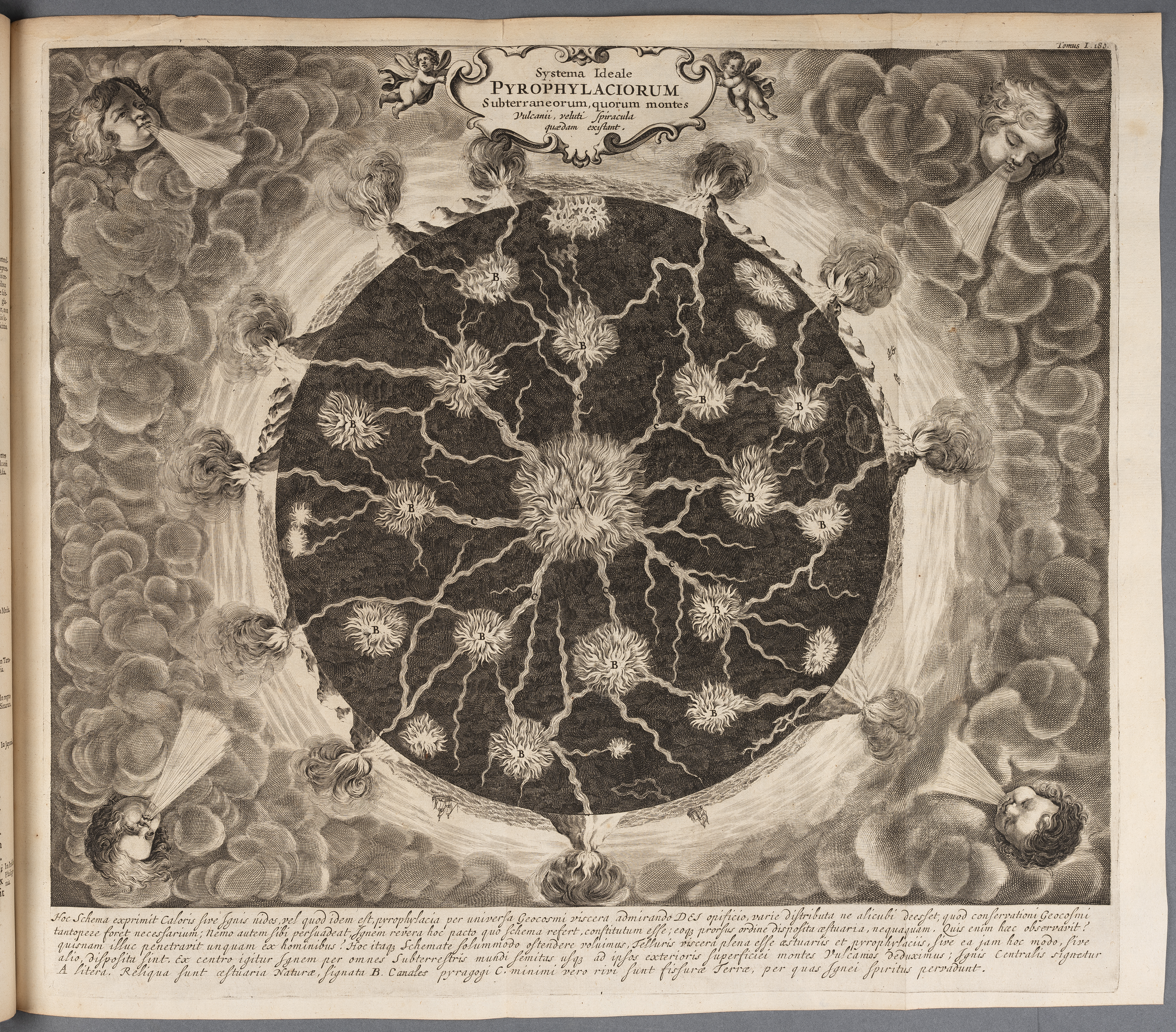
Système idéal des réserves de feu souterraines dont les volcans forment en quelque sorte les soupiraux in Mundus subterraneus in XII libros digestus…, Amsterdam : Johannes Janssonius et Elizaeus Weyerstraten, 1665, planche entre les p. 180 et 181.

C'est au cours d'un voyage en Sicile en 1637-1638 que Kirchner, se passionnant pour les éruptions volcaniques dont il est le témoin inopiné, conçoit l'idée d'écrire un livre sur les sciences de la terre. Bien que le livre qui nait de ses observations vingt-sept ans plus tard prenne pour base ses théories vulcanologiques, Kircher y aborde beaucoup d'autres sujets de manière très hétéroclite : la gravité, la Lune, le Soleil, les éclipses, les courants des océans, l'alchimie, etc., composant un manuel général des sciences géologiques unique en son genre et très estimé à l'époque. Il attribue notamment - à juste titre - les modifications de l'écorce terrestre au feu, à l'eau et à l'air : phénomène de l'érosion, théorie de la formation ignée des roches dont il fut l'instigateur.
De Kircher, on peut également évoquer le Iber extaticum II, qu'il écrit à Rome en 1657, et qui constitue un prologue à son Mundus Subterraneus,

#### Monographie
- Girard Raymond. Études synthétiques sur la forme de la Terre. In: Le Globe. Revue genevoise de géographie, tome 37, 1898. pp. 45-86.
- Joscelyn Godwin. Athanasius Kircher. Un homme de la Renaissance à la quête du savoir perdu. Traduction de Sylvain Matton. [Paris] : J. J. Pauvert ; Paris : B. Diffusion, 1980

#### Webographie
- “Kircher.” www.ens-Lyon.fr, www.ens-lyon.fr/RELIE/Centre_de_la_Terre/v2000/culturel/h8.htm. ENS Lyon
- “Histoire d’Un Mystère : L’intérieur de La Terre — Planet-Terre.” Planet-Terre.ens-Lyon.fr, planet-terre.ens-lyon.fr/ressource/modeles-interieur-terre.xml